# Melanie Veith
Melanie Veith (* 10. Dezember 1992 in Mannheim) ist eine deutsche Handballspielerin, die beim Erstligisten HSG Blomberg-Lippe als Torhüterin unter Vertrag steht.

## Leben
Melanie Veith spielte in der A-Jugend des HSG Mannheim. Sie lief außerdem für die Jugend- und Juniorinnen-Nationalmannschaft auf.
Veith wechselte 2011 zur HSG Bensheim/Auerbach und schaffte mit der Mannschaft 2013 für eine Spielzeit den Aufstieg in die Erste Liga.
Als Nachfolgerin von Isabell Roch wechselte sie 2015 von HSG Bensheim/Auerbach zur HSG Blomberg-Lippe und bildet hier mit Anna Monz das Torhütergespann. Im Februar 2019 wurde ihr Vertrag bis 2021 verlängert.
Melanie Veith hat einen Bachelor in Ernährungswissenschaften und studiert Lebensmitteltechnologie an der Fachhochschule Lemgo. Sie wohnt in Bad Pyrmont.